# 71. BAFTA-gála
A 71. BAFTA-gálát 2018. február 18-án tartotta a Brit Film- és Televíziós Akadémia a Royal Albert Hallban,
amelynek keretében kiosztják az akadémia filmdíjait az Egyesült Királyságban 2017-ben bemutatott és az akadémia tagjai által legjobbnak tartott filmek és alkotóik részére. A rendezvény háziasszonyának Joanna Lumley brit színésznő-producert kérték fel.
A díjakra jelöltek listáját 2018. január 9-én hozták nyilvánosságra. A szavazás második körét február 14-én zárták le, február 16-ig az összes érintett filmet be kellett mutatni a nyilvánosságnak.
A legtöbb, 12 jelölést Guillermo del Toro fantasy filmdrámája, A víz érintése kapta. Kilenc-kilenc jelöléssel követte a Három óriásplakát Ebbing határában, a brit Martin McDonagh filmje, valamint háborús drámája, A legsötétebb óra.  Nyolc-nyolc jelölést kapott s Szárnyas fejvadász 2049 és a Dunkirk.
A gálán végül is a legtöbb elismerést a Három óriásplakát Ebbing határában kapta: öt díjat seperhetett be (a legjobb film, a kiemelkedő brit film, a legjobb eredeti forgatókönyv, a legjobb női főszereplő, valamint a legjobb férfi mellékszereplő). A legesélyesebbnek tartott A víz érintése három díjjal távozott, míg a Szárnyas fejvadász 2049 és a Dunkirk 2-2 díjat vihetett el.
A díjátadó legtöbb részvevője fekete ruhában érkezett, amellyel egységes kiállást kívántak mutatni a munkahelyi szexuális zaklatások ellen, és szolidaritást az áldozatok mellett.

## A BAFTA filmdíjai

### Díjazottak és jelöltek
A nyertesek a táblázat első sorában, félkövérrel vannak jelölve.
| Legjobb film | Legjobb rendező |
| --- | --- |
| - Három óriásplakát Ebbing határában – Graham Broadbent, Pete Czernin és Martin McDonagh - A legsötétebb óra – Tim Bevan, Lisa Bruce, Eric Fellner, Anthony McCarten és Douglas Urbanski - A víz érintése – Guillermo del Toro és J. Miles Dale - Dunkirk – Christopher Nolan és Emma Thomas - Szólíts a neveden – Emilie Georges, Luca Guadagnino, Marco Morabito és Peter Spears | - Guillermo del Toro – A víz érintése - Luca Guadagnino – Szólíts a neveden - Martin McDonagh – Három óriásplakát Ebbing határában - Christopher Nolan – Dunkirk - Denis Villeneuve – Szárnyas fejvadász 2049 |
| Legjobb férfi főszereplő | Legjobb női főszereplő |
| - Gary Oldman – A legsötétebb óra mint Winston Churchill - Jamie Bell – A sztárok nem Liverpoolban halnak meg mint Peter Turner - Timothée Chalamet – Szólíts a neveden mint Elio Perlman - Daniel Day-Lewis – Fantomszál mint Reynolds Woodcock - Daniel Kaluuya – Tűnj el! mint Chris Washington | - Frances McDormand – Három óriásplakát Ebbing határában mint Mildred Hayes - Annette Bening – A sztárok nem Liverpoolban halnak meg mint Gloria Grahame - Sally Hawkins – A víz érintése mint Elisa Esposito - Margot Robbie – Én, Tonya mint Tonya Harding - Saoirse Ronan – Lady Bird mint Christine "Lady Bird" McPherson |
| Legjobb férfi mellékszereplő | Legjobb női mellékszereplő |
| - Sam Rockwell – Három óriásplakát Ebbing határában mint Jason Dixon - Willem Dafoe – Floridai álom mint Bobby Hicks - Hugh Grant – Paddington 2. mint Phoenix Buchanan - Woody Harrelson – Három óriásplakát Ebbing határában mint Bill Willoughby - Christopher Plummer – A világ összes pénze mint J. Paul Getty | - Allison Janney – Én, Tonya mint LaVona Golden - Lesley Manville – Fantomszál mint Cyril Woodcock - Laurie Metcalf – Lady Bird mint Marion McPherson - Kristin Scott Thomas – A legsötétebb óra mint Clementine Churchill - Octavia Spencer – A víz érintése mint Zelda Fuller |
| Legjobb eredeti forgatókönyv | Legjobb adaptált forgatókönyv |
| - Martin McDonagh – Három óriásplakát Ebbing határában - Greta Gerwig – Lady Bird - Jordan Peele – Tűnj el! - Steven Rogers – Én, Tonya - Guillermo del Toro és Vanessa Taylor – A víz érintése | - James Ivory – Szólíts a neveden - Simon Farnaby és Paul King – Paddington 2. - Matt Greenhalgh – A sztárok nem Liverpoolban halnak meg - Armando Iannucci, Ian Martin és David Schneider – Sztálin halála - Aaron Sorkin – Elit játszma |
| Legjobb operatőr | Legjobb debütálás (brit forgatókönyvíró, filmrendező vagy producer) |
| - Roger Deakins – Szárnyas fejvadász 2049 - Bruno Delbonnel – A legsötétebb óra - Ben Davis – Három óriásplakát Ebbing határában - Hoyte van Hoytema – Dunkirk - Dan Laustsen – A víz érintése | - Rungano Nyoni (forgatókönyvíró/rendező), Emily Morgan (producer) – Nem vagyok a rabszolgád - Gareth Tunley (forgatókönyvíró/rendező/producer), Jack Healy Guttman és Tom Meeten (producerek) – The Ghoul - Johnny Harris (forgatókönyvíró/producer), Thomas Napper (rendező) – Jawbone - Lucy Cohen (rendező) – Kingdom of Us - Alice Birch (forgatókönyvíró), William Oldroyd (rendező), Fodhla Cronin O'Reilly (producer) – Lady Macbeth |
| Kiemelkedő brit film | Legjobb dokumentumfilm |
| - Három óriásplakát Ebbing határában – Graham Broadbent, Pete Czernin és Martin McDonagh - A legsötétebb óra – Tim Bevan, Lisa Bruce, Eric Fellner, Anthony McCarten és Douglas Urbanski - Isten országa – Francis Lee, Manon Ardisson és Jack Tarling - Lady Macbeth – William Oldroyd, Fodhla Cronin O'Reilly és Alice Birch - Paddington 2. – Paul King, David Heyman és Simon Farnaby - Sztálin halála – Armando Iannucci, Kevin Loader, Laurent Zeitoun, Yann Zenou, Ian Martin és David Schneider | - Nem vagyok a rabszolgád – Raoul Peck - Szellemváros – Matthew Heineman - Icarus – Bryan Fogel és Dan Cogan - Kellemetlen igazság 2 – Bonni Cohen és Jon Shenk - Jane − Egy élet a csimpánzok között – Brett Morgen |
| Legjobb filmzene | Legjobb hang |
| - A víz érintése – Alexandre Desplat - A legsötétebb óra – Dario Marianelli - Dunkirk – Hans Zimmer - Fantomszál – Jonny Greenwood - Szárnyas fejvadász 2049 – Benjamin Wallfisch és Hans Zimmer | - Dunkirk – Richard King, Gregg Landaker, Gary Rizzo és Mark Weingarten - A víz érintése – Christian Cooke, Glen Gauthier, Nathan Robitaille és Brad Zoern - Csillagok háborúja VIII: Az utolsó Jedik – Ren Klyce, David Parker, Michael Semanick, Stuart Wilson és Matthew Wood - Nyomd, Bébi, nyomd – Tim Cavagin, Mary H. Ellis és Julian Slater - Szárnyas fejvadász 2049 – Ron Bartlett, Doug Hemphill, Mark Mangini és Mac Ruth        |
| Legjobb díszlet | Legjobb vizuális effektek |
| - A víz érintése – Paul Austerberry, Jeff Melvin és Shane Vieau - A legsötétebb óra – Sarah Greenwood és Katie Spencer - A szépség és a szörnyeteg – Sarah Greenwood és Katie Spencer - Dunkirk – Nathan Crowley és Gary Fettis - Szárnyas fejvadász 2049 – Dennis Gassner és Alessandra Querzola | - Szárnyas fejvadász 2049 – Gerd Nefzer és John Nelson - A majmok bolygója: Háború – Nominees TBC - A víz érintése – Dennis Berardi, Trey Harrell és Kevin Scott - Csillagok háborúja VIII: Az utolsó Jedik – Nominees TBC - Dunkirk – Scott Fisher és Andrew Jackson |
| Legjobb jelmez | Legjobb smink |
| - Fantomszál – Mark Bridges - A legsötétebb óra – Jacqueline Durran - A szépség és a szörnyeteg – Jacqueline Durran - A víz érintése – Luis Sequeira - Én, Tonya – Jennifer Johnson | - A legsötétebb óra – David Malinowski, Ivana Primorac, Lucy Sibbick és Kazuhiro Cudzsi - Az igazi csoda – Naomi Bakstad, Robert A. Pandini és Arjen Tuiten - Én, Tonya – Deborah La Mia Denaver és Adruitha Lee - Szárnyas fejvadász 2049 – Donald Mowat és Kerry Warn - Viktória királynő és Abdul – Daniel Phillips |
| Legjobb vágás | Legjobb nem angol nyelvű film |
| - Nyomd, Bébi, nyomd – Jonathan Amos és Paul Machliss - A víz érintése – Sidney Wolinsky - Dunkirk – Lee Smith - Három óriásplakát Ebbing határában – Jon Gregory - Szárnyas fejvadász 2049 – Joe Walker | - A szobalány – Pak Cshanuk (박찬욱, Park Chan-wook) és Syd Lim - Áldozat? – Paul Verhoeven és Saïd Ben Saïd - Az ügyfél – Aszhar Farhadi és Alexandre Mallet-Guy - First They Killed My Father – Angelina Jolie és Rithy Panh - Szeretet nélkül – Andrej Zvjagincev és Alekszandr Rodnyanszkij |
| Legjobb animációs film | Legjobb animációs rövidfilm |
| - Coco – Lee Unkrich és Darla K. Anderson - Életem Cukkiniként – Claude Barras és Max Karli - Loving Vincent – Dorota Kobiela, Hugh Welchman és Ivan Mactaggart | - Poles Apart – Paloma Baeza és Ser En Low - Have Heart – Will Anderson - Mamoon – Ben Steer |
| Legjobb rövidfilm | Orange Rising Star Award |
| - Cowboy Dave – Colin O’Toole és Jonas Mortensen - Aamir – Vika Evdokimenko, Emma Stone és Oliver Shuster - A Drowning Man – Mahdi Fleifel, Signe Byrge Sørensen és Patrick Campbell - Work – Aneil Karia és Scott O’Donnell - Wren Boys – Harry Lighton, Sorcha Bacon és John Fitzpatrick | - Daniel Kaluuya - Florence Pugh - Josh O'Connor - Tessa Thompson - Timothée Chalamet |

### BAFTA Akadémiai tagság
- Ridley Scott

### Kiemelkedő brit hozzájárulás a mozifilmekhez
- Nemzeti Film- és Televíziós Iskola (NFTS)[6]

## Többszörös jelölések és elismerések
| Jelölés | Díj | Cím                                      |
| ------- | --- | ---------------------------------------- |
| 12      | 3   | A víz érintése                           |
| 9       | 5   | Három óriásplakát Ebbing határában       |
| 9       | 2   | A legsötétebb óra                        |
| 8       | 2   | Szárnyas fejvadász 2049                  |
| 8       | 1   | Dunkirk                                  |
| 5       | 1   | Én, Tonya                                |
| 4       | 1   | Fantomszál                               |
| 4       | 1   | Szólíts a neveden                        |
| 3       | 0   | A sztárok nem Liverpoolban halnak meg    |
| 3       | 0   | Lady Bird                                |
| 3       | 0   | Paddington 2.                            |
| 2       | 2   | Nem vagyok a rabszolgád                  |
| 2       | 1   | Nyomd, Bébi, nyomd                       |
| 2       | 0   | A szépség és a szörnyeteg                |
| 2       | 0   | Csillagok háborúja VIII: Az utolsó Jedik |
| 2       | 0   | Lady Macbeth                             |
| 2       | 0   | Sztálin halála                           |
| 2       | 0   | Tűnj el!                                 |